# Onychium plumosum
Onychium plumosum är en kantbräkenväxtart som beskrevs av Ren-Chang Ching. Onychium plumosum ingår i släktet Onychium och familjen Pteridaceae. Inga underarter finns listade.